# Оталгија
Оталгија, бол у уву један је од најчешћих и најсложенијих оториноларинголошкиh симптома са којима се суочавају болесници њихове породице (ако се ради о деци), лекари и други медицински стручњаци. Према подацима разних аутора оталгија, која је у око 50% случајева пореклом из ува јавља се, у општој популацији, у 4 до 18 одсто случајева.
Како узроци оталгије могу бити разноврсни, дијагноза се поставља на основу историје болести, физичког преглед, отоскопије и других савремених клилничких испитивања. Од пресудног значаја, за успешну терапију оталгије, је да се правилно утврди да ли је бол примерно настао у уву (примарна оталгија), или је изазвана секундарним променама из околних структура у глави и врату.

## Епидемиологија
Морбидитет
У студији америчке хитне службе (ЕД) којом је обухваћено 8.611.282 посета због отолошки проблема, између 2009. и 2011. године код болесника који су се жалилили на бол у уву, најчешће постављена дијагнозе била је запаљење средњег ува, неозначена (60,6%), запаљење спољашњег ува (11,8%), и оталгија из других узрока (6,8%).
Узраст и пол
У корејској студији код 294 болесника са оталгиа, преваленција примарне оталгиа била је већа код деце него код одраслих и код мушкараца него код жена. Друга студија утврдила је да се неуралгија чешће јавља код жена него код мушкараца код којих је оталгија учесталија.

## Етиопатогенеза
Најчешћи примерни узроци бола у уву
| Спољашње уво | Унутрашње уво |
| --- | --- |
| - Упала спољашњег ува (дифиузна или лализована нпр.фурункулус) - Страно тело - Перихондритис - Преаурикулине циста - Мирингитис - Траума ува - Бенигни или малигни тумори спољашњег ува | - Акутна гнојна упала ува - Мастоидитис - Отогено интракранијалне компликације - Погоршање хроничног гнојног отитиса - Баротраума - Негативни интратимпанини притисак |

Најчешћи секундарни узроци бола у уву
| Тригеминална област          | - Дентална патологија - Вилична патологија - Болести темпоро-мандибуларног зглоба - Усне болести |
| Област језичнождрелног живца | - Болести крајника - Болести усне дупље - Болести назофарингса - Дисфункција мускулатуре, инсерцион тендинозе (дисгнзија, асиметрично оптерећивање, недостатак ослонца, парафункције, лоша протетика, напетост или депресија, обољења везивног ткива) - Дисфункција темпоромандибуларног зглоба (дискус, капсула, слободна телешца, активирана артроза, реуматска обољења, тумори) |
| Област живца лица            | - Херпес зостер (Рамзи-Хант синдром) - Белова парализа |
| Област врата                 | - Болести лимфних жлезди врата - Запаљењске цисте вратне - Патологија вратне кичме С1-С4 |
| Област вагусног живца        | - Болести ждрела и гркљана - Болести једњака - Болести штитасте жлезде |
| Остали узроци                | - Регионални лимфаденитис - Неуралгија и ганглионит - Болести носне шупљине - Мигрена - Болести пљувачних жлезда - Оштећење централног нервног система |

## Клиничка слика
Бол у уву најчешће се јавља код акутног запаљења спољашњег и средњег ува, док је ретка у хроничним запаљењима, осим у фазама егзацербације (поновног јављања или погоршања). Код хроничних запаљења средњег ува, бол је знак компликације и ширења болести према дури (тврдој можданици) или кранијалним живцима. 
Ако је бол повезана са испадом слуха или равнотеже, што је најчешће резултат вирусног неуритиса у темпоралној кости, она је без клиничке манифестације отитиса, што може потврдити аудиовестибулолошка дијагностика. 
Ако је оталгија повезана са дисфагијом или одинофагијом, најчешће је реч о тонзилофарингитису, али у обзир долазе и перитонзиларни апсцес, епиглотитис, апсцес корена језика, парафарингеални апсцес, тумор ждрела, тонзиле, корена језика или епиглотитис. 
Еаглов синдром, синдром елонгираног стилоидног наставка, такође укључује болно гутање и рефлексни бол у уву. 
Болови у уву могу бити условљени и темпоромандибуларним поремећајима, с тиме да се оталгија појачава жвакањем или палпацијом (опипавањем) зглоба.

## Дијагноза
Улога оториноларинголога у дијагностици оталгије је да искључити отогену или фаринголарингогену оталгију, а потом да се диференцијално дијагностички укључи у обраду усмерену на вратну оталгију (радиолошком обрадом вратне кичме), артралгију темпоромандибуларног зглоба (радиолошка обрада зглоба, консултација стоматолога) или одонтогене оталгија (консултација стоматолога). У томе су смислу у обраду болесника са неотогеним болом треба обавезно укључити радиолога, стоматолога, реуматолог и неуролога.

## Диференцијална дијагноза
У диференцијалној дијагностици оталгија разматра се:
- Цервикоцефални синдром,
- Артралгија темпоромандибуларног зглоба,
- Одонтогени процеси,
- Запаљењски процеси (паротитис, тонзилитис, фарингитис, епиглотитис, езофагитис)
- Малигни тумори са инфилтрацијом грана тригеминуса, вагуса и аурицуларис магнуса, који се инфериорно шире до подручја једњака, а кранијално до лобањске базе.

За диференцијалну дијагностику отогене болова неопходна је отоскопија, а према потреби микроотоскопија и класична радиолошка дијагностика, коју је данас све више заменио ЦТ и МРИ.